# Жужелица крымская
Жужелица крымская (лат. Carabus (Procerus) scabrosus tauricus) — подвид Carabus scabrosus из семейства жужелиц. Обитает в Крыму.

## Описание
Длина тела до 52 мм (экземпляр в коллекции С. А. Мосякина). Окраска вариабельная от синей, переходящей в фиолетовую, до зелёной или почти чёрной. Нижняя сторона чёрная, с металлическим блеском. Надкрылья и переднеспинка морщинистые, зернистой структуры. Крымская жужелица образует несколько форм, отличающихся главным образом окраской.

## Биология
Жуки активны в различное время суток. Быстро бегают, летать не способны. Хищник, питается наземными моллюсками — в основном виноградной улиткой. Поедая улитку жуки не разгрызают раковину, а выедают моллюска погружая голову и переднеспинку в устье раковины. Сытые жуки могут зарываться в почву на несколько дней. При опасности из конца брюшка извергает едкую бурую жидкость с резким запахом, которая, при попадении в глаза, может вызвать рези и быстро проходящие конъюнктивиты.
Спаривание и яйцекладка весной, обычно в апреле. После оплодотворения самка откладывает яйца, в землю на глубину 30 мм в отдельные камеры. Стадия яйца 13—14 дней. Длина личинки сразу после вылупления около 19 мм, ширина 6,5 мм. Вес — 162 мг. Вылупившаяся личинка белой окраски. Спустя 10—12 часов личинка приобретает фиолетово-чёрную начинку. Через 30—40 часов после вылупления, личинка начинает питаться наземными моллюсками. Окукливание в земле в специальной камере. Зимует имаго. Продолжительность жизни имаго 2—3 года.

## Распространение
Эндемик Крымского полуострова. Обитает в западном и юго-западном Крыму, также заселяет всю горную зону с предгорьями, иногда встречаются на востоке полуострова.
Жуки встречаются на поверхности почвы, часто в опавшей листве, преимущественно в лиственных, реже смешанных горных лесах, а также в садах и парках.

## Численность
Численность подвержена колебаниям и отчасти связана напрямую с количеством осадков и соответственно количеством кормовой базы в виде наземных моллюсков. Во «влажные года» увеличивается количество виноградной улитки, пропорционально возрастает и популяция крымской жужелицы.
Численность сокращается из-за уменьшения целинных участков, окультуривания лесных полян, использования пестицидов, неконтролируемого вылавливания коллекционерами и отдыхающими.

## Замечания по охране
Вид занесен в Красную книгу Украины (II категория), занесена в Европейский красный список.Охраняется в заповедниках Крыма.
Меры по охране: Запрет использования пестицидов в местах обитания, запрет вылова жука.